# 比爾切
49°41′26″N 23°43′53″E / 49.69056°N 23.73139°E
比爾切（烏克蘭語：Бірче），是烏克蘭的村落，位於該國西部利沃夫州，由戈羅多克區負責管轄，始建於1670年，面積0.68平方公里，海拔高度273米，2001年人口273，人口密度每平方公里404.44人。